# Alf Trofast
Alf Trofast – szwedzki żużlowiec.
Srebrny medalista młodzieżowych indywidualnych mistrzostw Szwecji (Sztokholm 1978). Sześciokrotny medalista drużynowych mistrzostw Szwecji: trzykrotnie złoty (1983, 1984, 1986), srebrny (1985) oraz dwukrotnie brązowy (1980, 1981). Finalista mistrzostw Szwecji par klubowych (1984 – V miejsce). Dwukrotny finalista indywidualnych mistrzostw Szwecji (Kumla 1979 – XVI miejsce, Karlstad 1984 – XVI miejsce).
Reprezentant Szwecji na arenie międzynarodowej. Wielokrotny uczestnik eliminacji indywidualnych mistrzostw świata (najlepszy wynik: 1984 – X miejsce w końcowej klasyfikacji finału szwedzkiego).
W lidze szwedzkiej reprezentował barwy klubów: Lejonen Gislaved (1976, 1978–1982, 1987) oraz Njudungarna Vetlanda (1983–1986).